# Tit Quinti Flaminí (cònsol 198 aC)
Tit Quinti Flaminí (en llatí: Titus Quinctius T. f. L. n Flamininus; vers 230 aC-174 aC) va ser un general i magistrat romà. Aureli Víctor diu que el seu pare era Gai Flamini, mort a la batalla del llac Trasimè, però això sembla una confusió entre la gens Flamínia i els Flaminins de la gens Quíntia. Era germà de Luci Quinti Flaminí.
Apareix per primera vegada l'any 201 aC quan va ser comissionat per la distribució de terres al Samni i la Pulla. L'any 200 aC va ser un dels Triumviri coloniae deducendae per la refundació de la colònia de Venúsia. El 199 aC va ser qüestor i al final de l'any va aspirar al consolat. Els tribuns s'hi van oposar perquè no havia estat abans edil ni pretor, encara que ja tenia l'edat per ser cònsol.

## Segona guerra macedònica
Va ser elegit cònsol per l'any 198 aC junt amb Sext Eli Petus Catus, i va obtenir la Província de Macedònia amb un exèrcit de 3.000 infants i 300 cavallers. Els auspicis no eren favorables i va quedar-se un temps a Roma i quan van canviar, va sortir cap a la seva província immediatament. Va embarcar a Brundusium fins a Còrcira on va deixar les tropes i ell va anar a la Província de l'Epir i després es va reunir amb l'exèrcit i va planificar la invasió del Regne de Macedònia.
Va optar per assaltar el pas d'Antigònia i va demanar l'ajut del partit romà de l'Epir dirigit per Càrops el vell (Charops). Durant 40 dies va lluitar amb els macedonis. Filip V de Macedònia va començar a negociar amb la mediació dels epirotes i Flaminí va exigir l'evacuació de Grècia i Tessàlia. Mentrestant es va descobrir un pas amagat de muntanya que evitava Antigònia i els romans el van creuar i es van presentar al darrere de les línies macedònies: Antigònia, atacada per dos costats, ja no va oferir resistència i els defensors van fugir cap a Tessàlia després de perdre dos mil homes. Epir es va sotmetre a Flaminí i va rebre un tractament suau.
El cònsol va avançar per Tessàlia i Filip va fer una política de terra cremada. Flaminí va assetjar Falòria i va trobar resistència però la va conquerir i li va infligir un càstig que havia de servir d'exemple a altres ciutats. Però com que les principals ciutats tenien guarnicions macedònies, la mesura no va ser gaire efectiva. L'exèrcit macedoni estava a Tempe des d'on podia enviar ajut a qualsevol ciutat. Flaminí va assetjar Càrax, vora el Peneu, però els atacs van ser rebutjats i el setge es va haver d'aixecar.
Llavors Flaminí va anar a la Fòcida i va ocupar diverses ciutats incloent alguns ports que li van permetre comunicar amb el seu germà Luci Quinti Flaminí, cap de la flota. La principal ciutat Elatea va resistir i va aturar el seu progrés. Mentre Luci va aconseguir l'aliança de la Lliga Aquea, dirigida llavors per Aristènet. Però Megalòpolis, Dime i Argos van continuar lleials al Regne de Macedònia.
Després d'ocupar Elatea, Flaminí va establir els seus quarters d'hivern a Fòcida i Lòcrida. Una revolta a Opus va foragitar a la guarnició macedònia i una part dels revoltats va cridar als etolis i uns altres als romans que finalment van prendre possessió de la ciutat cosa que va molestar els etolis. La guarnició macedònia s'havia refugiat a l'acròpoli però no la van atacar.

### Treva temporal
Filip V va fer noves propostes de pau que Flaminí, que aspirava a romandre en el comandament un altre any, va acceptar, i es va pactar una treva de dos mesos. A una reunió al golf Malíac prop de Nicea, que va durar tres dies, Filip i Flaminí i els seus aliats van discutir la situació. La principal petició romana i etòlia era la retirada de totes les guarnicions macedònies de Grècia. Flaminí volia demorar la resposta i va actuar molt políticament. De moment va permetre enviar ambaixadors macedonis a Roma a canvi de l'evacuació de les posicions que li quedaven a Lòcrida i Fòcida. Flaminí ja havia informat el senat de què calia exigir la retirada de les guarnicions macedònies de Grècia (especialment les més importants a Demètries, Calcis i Corint) i els ambaixadors macedonis es van trobar amb aquesta exigència també a Roma. Els ambaixadors van sortir de la capital, i el senat va prorrogar el poder a Flaminí per un període indefinit. Aconseguit el seu objectiu Flaminí va declarar que ja no hi hauria més converses de pau.
Filip V llavors es va intentar aliar amb Nabis d'Esparta, que per traïció s'havia apoderat d'Argos, el qual va convidar a Flaminí a una conferència en aquesta ciutat on finalment es va acordar que Nabis seria aliat romà i hauria de deixar de fer la guerra a la Lliga Aquea, però conservaria Argos (encara que el tractat va evitar aquesta clàusula). Llavors Flaminí va anar contra Corint on el tirà Filocles, amic de Nabis, s'esperava que també es passaria al camp romà, però no va ser així. Flaminí va passar per Beòcia que va haver de renunciar a l'aliança macedònia i unir-se als romans, però la majoria dels beocis amb capacitat militar ja estaven servint a l'exèrcit macedoni. Només els acarnanis van seguir fidels al Regne de Macedònia.

### El final de la guerra
La primavera del 197 aC Flaminí va deixar el campament i va iniciar la segona campanya ajudat pels auxiliars aqueus i etolis principalment. Va avançar cap a la Ftiòtida i Filip, al capdavant del seu exèrcit, li va sortir al pas. Un primer enfrontament menor es va produir a Feres, i va resultar favorable als romans. Els dos exèrcits es van dirigir cap a Farsàlia i Escotusa. Tot seguit es va produir la batalla de Cinoscèfales en la que 8.000 macedonis van morir i 5.000 van ser fets presoners i en la que Flaminí va obtenir una victòria completa (només va perdre 700 homes). Tota Tessàlia es va rendir als romans i Filip va demanar la pau. Els etolis es van atribuir la principal part en la victòria.
Flaminí va acordar amb el rei una treva de 15 dies i permís per iniciar converses de pau. Els etolis exigien molt més i van acusar Flaminí d'haver estat subornat pel rei macedoni, però finalment aquestes exigències i acusacions van fer que els etolis no obtinguessin gaire premi per la seva cooperació. Filip va acceptar els termes de pau proposat pels romans, es va signar una treva per uns quants mesos i es van enviar ambaixades a Roma.
Flaminí va restaurar la llibertat dels soldats beocis que servien a Macedònia i va donar el càrrec de beotarca a un comandant dels tebans de l'exèrcit macedoni (que aviat seria assassinat pel partit romà amb permís de Flaminí). Una revolta antriromana va esclatar a Beòcia i els romans que trobaven al país van ser assassinats (uns 500) i els seus cadàvers deixats sense enterrar. Flaminí va assolar Beòcia i va assetjar Coronea i Acrèfia on s'havien trobat molts morts romans. Els beocis van demanar la pau i finalment va aconseguir la mediació de la Lliga Aquea però els principals caps rebels van haver de ser entregats i es va haver de pagar una multa de 30 talents.
A la primavera del 196 aC van arribar a Grècia deu comissionats romans per arranjar els afers del país junt amb Flaminí. Macedònia havia d'evacuar totes les ciutats gregues a Europa i Àsia que ocupava, i renunciar a les que havia ocupat abans. Corint va ser entregada a la Lliga Aquea i a l'estiu s'hi van celebrar els jocs ístmics en els quals es va proclamar la llibertat i independència de Grècia, decisió que no s'esperava i que va provocar una gran joia. Tessàlia va ser dividida en quatre estats Magnèsia, Perrèbia, Dolòpia i la Tessaliòtida. La Lliga Etòlia va rebre Ambràcia, la Fòcida, i la Lòcrida (però no van quedar satisfets) i la Lliga Aquea va rebre part del Peloponnès. També Atenes va rebre algunes possessions.

## Guerra contra Nabis
L'aliança amb Nabis d'Esparta era mal vista i el 195 aC Flaminí va rebre poders del senat per actuar contra el tirà espartà. La guerra contra Nabis es va iniciar amb el Setge d'Argos on hi havia una guarnició dirigida per Pitàgores d'Argos, cunyat de Nabis. Com que la ciutat no es va revoltar, Flaminí va passar a Lacònia i es van lliurar dues batalles prop d'Esparta on Nabis va ser derrotat, però Flaminí no va gosar a assetjar Esparta i es va limitar a assolar la regió. Amb ajut de la flota dirigida per son germà Luci, va ocupar Gítion, que es va rendir sense lluita, després del qual Nabis va demanar la pau.
Els termes que va proposar Flaminí els van rebutjar tant Nabis com els aliats romans, i el general va haver d'atacar Esparta. Va atacar la ciutat sense èxit i quan estava a punt de fer un segon intent Nabis va tornar a insistir en la pau acceptant els termes abans rebutjats. Argos s'havia revoltat i havia expulsat la guarnició espartana, i Flaminí va anar a aquesta ciutat i als jocs nemeus va proclamar la seva llibertat quedant inclosa en la Lliga Aquea. Quan finalment va abandonar Grècia va fer evacuar les guarnicions d'Acrocorint, Calcis, Demetries i altres ciutats per demostrar que la llibertat concedida no era simulada. Va convocar una assemblea a Corint la primavera del 194 aC i es va acomiadar. El seu darrer acte va ser la compra i manumissió dels romans que havien estat fets presoners durant la Segona Guerra Púnica i havien estat venuts a Grècia. A la seva tornada a Roma va celebrar un triomf magnífic que va durar tres dies.
No gaire després de sortir de Grècia els etolis van instigar a Nabis i a Antíoc III el Gran a participar en la guerra contra els romans. Nabis va assetjar Gítion que estava ocupada pels aqueus. El senat romà hi va enviar una flota dirigida per Gai Atili i una ambaixada dirigida per Flaminí. Es va decretar la guerra contra Nabis i Filopemen, estrateg de la Lliga Aquea, estava a punt de derrotar a Nabis quan Flaminí li va aconsellar de no fer cap acció sense una decisió romana. El senat li va donar plens poders a Flaminí que va imposar una treva amb Nabis. Flaminí va aconseguir l'aliança de Filip V de Macedònia contra Antíoc, l'aliat dels etolis. Amb forces dels aqueus es van neutralitzats els partits favorables al rei selèucida al Pireu i a Calcis. La vinguda d'Antíoc a Europa va acabar a la batalla de les Termòpiles el 191 aC. Flaminí va seguir a Grècia com ambaixador plenipotenciari i de fet com a protector de Grècia.
Després de la sortida d'Antíoc, el cònsol Marc Acili Glabrió va voler castigar a Calcis pel seu suport al rei sirià, però Flaminí ho va impedir. Es va iniciar la guerra contra els etolis. Mentre el cònsol assetjava Naupacte, Flaminí, que era al Peloponès va anar al camp romà i els etolis li van implorar la seva protecció. Flaminí es va compadir i va aconseguir l'aixecament del setge.
En aquestos dies una revolta va esclatar al Peloponès i Flaminí i Filopemen, l'estrateg de la Lliga Aquea, van decidir atacar Esparta, però la pau es va restablir sense necessitat de guerra. Messènia va refusar unir-se a la Lliga Aquea i Filopemen va avançar cap a Messene i Flaminí va actuar de mediador. Messènia va ingressar finalment a la Lliga la qual va haver de cedir a canvi l'illa de Zacint a Roma, que va pagar una quantitat.

## Retorn a Roma
El 190 aC Flaminí va tornar a Roma i va ser nomenat censor per l'any 189 aC amb Marc Claudi Marcel. El 183 aC va ser enviat com a ambaixador davant el rei Prúsies I de Bitínia que va oferir entregar a Hanníbal als romans (Hanníbal es va suïcidar).
Va morir als voltants de l'any 174 aC o uns mesos abans (el 174 aC es van celebrar uns jocs funeraris en honor seu, i la mort havia d'haver estat en els darrers mesos).